# Шурхно Олена Дмитрівна
Оле́на Павлівна Шурхно́ (Самко) (* 1978) — українська легкоатлетка, марафонка, рекордсменка України.

## З життєпису
На Чемпіонаті України з легкої атлетики-2004 здобула срібло — 3000 метрів з перешкодами.
Першу перемогу здобула на Рок-рол Нешвільському марафоні 2007 року з часом 2:37:52.
2008 року на Рок-н-рол марафоні зобула срібло та покращила свій час — 2:33:37 годин. Того ж року стала другою на Марафоні Торонтського узбережжя із покращенням свого часу — 2:30:13.
2009 року стала переможницею Рок-н-рол марафону Аризони.
2010-го посіла третю сходинку на тій же гонці, на Рок-н-рол марафоні Сан-Дієго зайнявла дев'яте місце. Переможниця 27-го Балтіморського марафону.
2011 року на Рок-н-ролл марафоні Сан-Дієго була четвертою. На Балтіморському марафоні-2011 встановила рекорд штату Меріленд — 2:29:11.
2012 року на Нагойському марафоні покращила свій час — 2:25:49 і прийшла сьомою. Того ж року поліпшила національний рекорд встановлений Тетяною Гамерою-Шмирко. Однак вже за місяць Тамара Шурхно встановила новий рекордний час — 2:23:32 години. На Берлінському марафоні-2012 була третьою
2015-го стала переможницею Марафону Макао